# フェラーリ・212
フェラーリ・212は、イタリアの自動車メーカー、フェラーリが1951年に製作した自動車である。

## 概要
フェラーリ・195から進化したモデル。
エンジンは大人しいチューニングが施された2,552ccV型12気筒SOHC。
それまで代表的だったトゥリング製バルケッタは少数で、3キャブ/ショートホイールベースのエクスポルト、シングルキャブ/ロングホイールベースのインテルともにヴィニャーレやピニンファリーナなどによる組み合わせが多数だった。
1952年、インテルのシャーシにカブリオレを架装したインテル・カブリオレが製造されたが、これがピニンファリーナとの協力で産まれた初めてのモデルであり、以後深い関係が築かれた。